# Alojzy Biraghi
Alojzy (Ludwik) Biraghi, właśc. wł. Luigi Biraghi (ur. 2 listopada 1801 w Vignate koło Mediolanu, zm. 11 sierpnia 1879) – włoski duchowny katolicki, prezbiter, założyciel instytutu zakonnego sióstr marcelinek, błogosławiony Kościoła rzymskokatolickiego.

## Życiorys
Był piątym z ośmiorga dzieci Franciszka i Marii Biraghi Fina. Wkrótce po jego narodzinach rodzina przeniosła się do pobliskiego miasta Cernusco sul Naviglio. Mając 12 lat wstąpił do seminarium duchowneego. W dniu 28 maja 1828 otrzymał święcenia kapłańskie, a następnie uczył w Wyższym Seminarium Duchownym w Mediolanie. Wraz z matką zakonną Mariną Videmari założył instytut św. Marceliny (zm. 383) w Cernusco sul Naviglio.
Zmarł mając 77 lat w opinii świętości. W 1951 jego relikwie przeniesiono do klasztoru macierzystego sióstr marcelinek.

## Beatyfikacja
Papież Jan Paweł II ogłosił go czcigodnym 20 grudnia 2003 roku. Beatyfikacji Alojzego Biraghi dokonał papież Benedykt XVI w dniu 30 kwietnia 2006 roku.